# Aïn Youcef

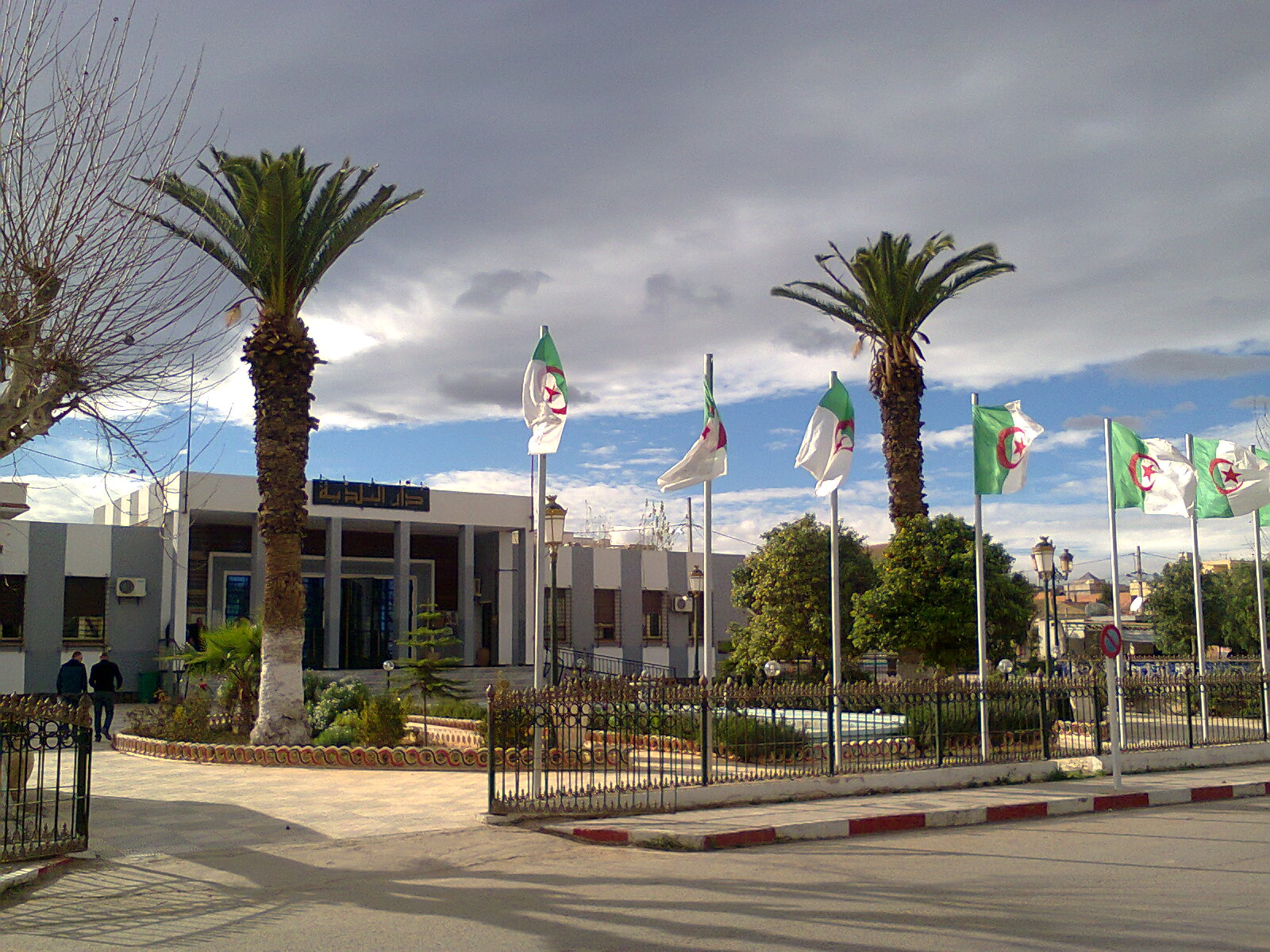
siege de la commune Ain YOUCEF

Aïn Youcef (em árabe: عين يوسف) (anteriormente Lavayssière, durante a colonização francesa) é uma cidade e comuna localizada na província de Tremecém, no noroeste da Argélia. Em 2008, sua população era de 13 234 habitantes.